# Clase Abukuma
La Clase Abukuma, son una serie seis de destructores de escolta multifuncionales, pertenecientes a la Marina de Autodefensa de Japón.

## Diseño
Estos buques fueron ideados con el propósito de sustituir a su clase predecesora, la Clase Yubari, al mismo tiempo que combinaba las características de la Clase Yubari con profundas reformas en muchos aspectos.
Es la primera clase de la marina japonesa que incorpora tecnología furtiva. Su superestructura tiene superficies verticales tradicionales pero sus cascos están orientados a reducir su presencia en los radares. También está equipado con grandes avances electrónicos como sistemas de dirección o información. Porta armamento de gran potencia destructiva como los misiles Harpoon, el sistema Phalanx CIWS o lanzadores ASROC.

## Buques de la clase
| Código | Nombre  | Ordenado              | Botado                  | Entregado               | Astillero |
| ------ | ------- | --------------------- | ----------------------- | ----------------------- | --------- |
| DE-229 | Abukuma | 17 de marzo de 1988   | 21 de diciembre de 1988 | 12 de diciembre de 1989 | Kure      |
| DE-230 | Jintsu  | 14 de abril de 1988   | 31 de enero de 1989     | 28 de febrero de 1990   | Sasebo    |
| DE-231 | Ohyodo  | 8 de marzo de 1989    | 19 de diciembre de 1989 | 23 de enero de 1991     | Ominato   |
| DE-232 | Sendai  | 14 de abril de 1989   | 26 de enero de 1990     | 15 de marzo de 1991     | Maizuru   |
| DE-233 | Chikuma | 14 de febrero de 1991 | 25 de enero de 1992     | 24 de febrero de 1993   | Ominato   |
| DE-234 | Tone    | 8 de febrero de 1991  | 6 de diciembre de 1991  | 8 de febrero de 1993    | kure      |